# Kokoška pastuší tobolka
Kokoška pastuší tobolka (Capsella bursa-pastoris) je jednoletá až dvouletá bylina. Patří do čeledi křížatých neboli brukvovitých. Je vysoká 20 až 40 cm, ale může být i vyšší. Patří mezi léčivé rostliny – zastavuje krvácení. Dnes se jedná o obecný plevel, znehodnocuje především pícniny.

## Popis
Kokoška pastuší tobolka je velmi proměnlivou nenápadnou rostlinou. Může být vysoká až půl metru. Často má větvenou lodyhu. Má přízemní listovou růžici, kterou tvoří chobotnatě laločnaté až peřenosečné, vzácně i nedělené listy. Všechny listy jsou chlupaté. V horní části lodyhy se nachází celokrajné, objímavé, kopinaté listy se střelovitou bází.
Květy jsou drobné, bílé. Někdy jsou bezkorunné. Mohou být až 5 mm široké. Tvoří koncový hrozen. Klínovitě obvejčité, nekřídlaté šešulky jsou vícesemenné, trojúhelníkovité či podlouhle klínovité.

## Výskyt
S touto bylinou se můžeme setkat na rumištích, polích, zahradách, okrajích cest, úhorech, dlažbách, hřištích atd.
Nalezneme ji v nížinách i v horských oblastech. Ve vyšších polohách se s ní setkáme spíše roztroušeně a spíše v oblastech osídlených lidmi.
Dokáže vyrůst i v půdách sešlapávaných a jinak zraňovaných. Snese půdy jílovité, písčité, humózní, štěrkovité, minerální atd.

## Rozšíření
Tato bylina roste téměř po celém světě. Často doprovází kulturní rostliny. Původně byla rozšířena jen ve Středomoří a Malé Asii.

## Doba květu
Doba květu této byliny je neobyčejně dlouhá. Kvete od února do října. Při teplých zimách si dokáže udržet květy po celý rok.

## Využití
Historicky byla užívaná v tradiční medicíně Japonska a Číny jako bylina hemostatická a diuretická. Sbírá se kvetoucí nať po celou dobu vegetace, dá se jíst syrová i po převaření. Byl prokázán pozitivní vliv jejích vodno-alkoholických extraktů na snížení objemu menstruační krve. Má antibakteriální účinky (prokázané vůči několika bakteriálním kmenům) a je zdrojem antioxidantů. Může se užívat vnitřně – při krvácení z nosu, děložním či silném menstruačním krvácení, při onemocněních močových orgánů atd. Dále ji můžeme upotřebit při vnějších poraněních, jako jsou rány, otoky, pohmožděniny, záněty šlach, vyrážky a potenciálně jako dezinfekce ústní dutiny. Pro mírnou toxicitu se nedoporučuje užívat v těhotenství.
Obsahuje tyramin, histamin, dusík, betain, cholin a jeho ester acetylcholin, saponiny, sirné látky, třísloviny, flavonový glykosid diosmin a větší množství minerálních látek. Semena této rostliny lze použít místo tymiánu či hořčice.